# Wilga
Wilga es un pueblo de Polonia, en Mazovia. Es la cabecera del distrito (Gmina) de Wilga, perteneciente al condado (Powiat) de Garwolin. Se encuentra aproximadamente a 19 km al oeste de Garwolin, y a 48 km al sureste de Varsovia. Su población es de 1.000 habitantes
Entre 1975 y 1998 perteneció al voivodato de Siedlce.